# Cantharomyces bledii
Cantharomyces bledii är en svampart som beskrevs av Thaxt. 1890. Cantharomyces bledii ingår i släktet Cantharomyces och familjen Laboulbeniaceae.   Inga underarter finns listade i Catalogue of Life.